# Cionhar, Henicesk
Cionhar (în ucraineană Чонгар) este localitatea de reședință a comunei Cionhar din raionul Henicesk, regiunea Herson, Ucraina.

## Demografie
Componența lingvistică a localității Cionhar
     Ucraineană (59,33%)
     Rusă (35,15%)
     Alte limbi (0,42%)
Conform recensământului din 2001, majoritatea populației localității Cionhar era vorbitoare de ucraineană (59,33%), existând în minoritate și vorbitori de rusă (35,15%) și armeană (4,47%).